# 拉策尔特
拉策尔特是德国莱茵兰-普法尔茨州的一个市镇。总面积2.78平方公里，总人口249人，其中男性126人，女性123人（2011年12月31日），人口密度90人/平方公里。